# Lea Pulkkinen
Lea Raakel Pulkkinen, född Marttunen 29 oktober 1939 i Heinola landskommun, är en finländsk psykolog. 
Pulkkinen blev filosofie doktor 1970 samt blev professor i psykologi vid Jyväskylä universitet 1990 och var akademiprofessor 1996–2001. Hon har publicerat undersökningar om bland annat barnuppfostran i hem och skola. I den offentliga debatten har hon bland annat poängterat föräldrarnas och uppfostrans viktiga roll för barnens vuxenliv.
År 1994 utnämndes hon till ledamot av Finska Vetenskapsakademien.

### Uppslagsverk
- Pulkkinen, Lea i Uppslagsverket Finland (webbupplaga, 2012). CC-BY-SA 4.0